# Lili Pohlmann
Lili Pohlmann, nata Stern (Leopoli, 29 marzo 1930 – Londra, 15 settembre 2021), è stata una superstite dell'Olocausto polacca.

## Biografia
Lili, nata a Leopoli da Filip Stern and Cecylia Bruek, visse la sua infanzia a Cracovia dove il padre aveva trovato impiego presso una banca dopo che un infortunio al ginocchio gli avevo fatto accantonare l'idea di emigrare in Palestina e avviare una fattoria. Nel 1939 a seguito dell'invasione tedesco-sovietica della Polonia il padre di Lili si recò al fronte mentre la madre riparò con Lili e il secondogenito, Uriel, a Leopoli nella zona poi annessa dall'Unione Sovietica. Nel 1941 con l'avvio dell'Operazione Barbarossa Leopoli venne annessa al Governatorato Generale sotto l'amministrazione tedesca che istituì il ghetto, come in altre città occupate, per la popolazione di origine ebraica.
Quando nel 1942 i tedeschi iniziarono le deportazioni dal ghetto verso il campo di sterminio di Bełżec, la famiglia decise di dividersi per meglio occultarsi, tuttavia poco dopo Filip e Uriel sparirono senza lasciare notizie. La madre di Lili riuscì nel 1942 a portare Lili fuori dal ghetto presso un'impiegata dell'amministrazione tedesca, Irmgard Wieth, che la tenne nascosta nel proprio appartamento. L'anno successivo, quando il 31 maggio il ghetto venne incendiato, Cecylia sfuggì al rastrellamento e riuscì a ricongiungersi alla figlia. Durante questo periodo furono aiutate anche da un imprenditore tedesco, Max Kohl, trasferitosi da Stoccarda a Leopoli per avviare una fabbrica di cappotti per la Gestapo, dove Cecylia lavorò come sarta. Nell'estate del 1944 furono condotte alla cattedrale di San Giorgio dove l'arcivescovo ortodosso Andrej Szeptycki le prese in custodia portandole pochi giorni dopo in un convento a Ubocze nella Bassa Slesia. Qui la superiora, suor Josifa al secolo Olga Witer, preferì separare madre e figlia per meglio nasconderle, tenendo Cecylia nel convento e mandando Lili tra i bambini dell'adiacente orfanotrofio.
Finita la guerra, Lili venne trasferita nel 1946 da Solomon Schonfeld a Londra dove la madre poté raggiungerla l'anno successivo. Lili visse il resto della sua vita nel Regno Unito impegnata nel mantenimento della memoria degli eventi legati all'Olocausto collaborando con l'Associazione dei rifugiati ebrei, l'Holocaust Educational Trust e l'Imperial War Museum. Lily sposò l'attore austriaco Eric Pohlmann in prime nozze e l'agente letterario Peter Janson-Smith nel 1979.
La sua testimonianza dell'impegno di Irmgard Wieth, Max Kohl e suor Josifa fu determinante per far conferire loro la medaglia dei Giusti tra le nazioni. Non le riuscì invece di farla conferire all'arcivescovo Szeptycki.
Nel 2007 a Lili Pohlmann venne conferita la croce di commendatore dell'Ordine della Polonia restituta e nel 2020 quella di membro dell'Ordine dell'Impero Britannico.